# 莲园 (北京)
莲园，位于北京市东城区红岩胡同甲19号、19号、17号，新鲜胡同18号，是一座私家宅园。

## 历史
莲园是北京老城区内保存较完整的一座旧宅园，兴建于清末民初。据说中华民国时期曾是四通银行董事长的宅第。中华人民共和国成立后，曾是中华全国总工会接待苏联专家的招待所。后来招待所停用，红岩胡同19号交给中宣部使用，红岩胡同17号交给交通部使用。红岩胡同甲19号曾是红岩胡同19号的一部分，现在是中共中央机关刊物《求是》杂志社家属宿舍。红岩胡同17号北侧的院子（现为新鲜胡同18号）曾是《红旗》杂志社的一个研究室的办公地点，原为《红旗》杂志副主编关锋住所，文化大革命期间关闭，后来新鲜胡同18号的产权出售给一家公司。新鲜胡同18号东侧的院子，中华人民共和国成立后为邓力群的住地，文化大革命后邓力群回到北京，继续住在这里。2009年，莲园被列为东城区文物保护单位。红岩胡同甲19号还是保护院落，挂有蓝底白字“保护院落0462号”牌。
由于2000年代的金宝街建设，红岩胡同大部分被拆除。红岩胡同仅余两个院落，即红岩胡同甲19号，及其西侧的红岩胡同17号。红岩胡同19号则已被拆除。如今，莲园除东面临街外，其他三面都已是高楼。
2011年时，莲园门口正在施工，进行私人房屋的拆旧盖新。莲园早已成为大杂院，居民陆续迁走，但仍有两户人家住在这里。莲园的池塘已被填平变成平台，上方还吊有一只拳击沙袋。而旁边的假山仅余残石，假山上的亭廊已改建为房屋。
2011年，国家文物局对北京市部分文物保护单位及重要博物馆进行文物安全突击检查，全国重点文物保护单位东岳庙、东城区文物保护单位莲园因存在安全隐患、私搭乱建等问题被要求整改。检查组在莲园发现私搭乱建、擅自改造现象十分突出。史料记载的面积3600平方米的莲园，如今仅存500平方米。检查组向东城区有关部门、莲园内居民了解了莲园的产权归属及近年来改扩建情况，要求北京市文物局和东城区有关部门尽快采取措施保护文物本体的安全。

## 建筑
根据北京建筑学会古建园林1978年《北京现存明清宅园调查报告》记载，莲园总面积为3600平方米。西部为住宅，东部为花园。红岩胡同17号，以及其北侧的新鲜胡同18号，是西部住宅部分。红岩胡同甲19号，是东部花园部分。

### 花园部分
东部的花园部分，东西宽约40米，南北长约60米。
- 主厅：为正房，位于最北部，坐北朝南，面阔五间，卷棚歇山顶。主厅前有一平台，主厅两侧带耳房，左右有游廊围绕整个花园。[1]
- 卷棚小亭：花园正南最高点的廊前突出建有卷棚小亭一座，和主厅南北遥遥相对，小亭背靠界墙，前瞰池塘。亭上有匾“树德务滋”。[1]
- 方亭：园内另有攒尖顶方亭两座，其中一座位于中部西侧，亭前三面环绕有溪池，池边有雕刻精美的汉白玉栏杆，有大槐树作为荫敝，是观莲之所。小溪在此亭北的一座假山发源，折到亭东汇流成水池，再向西南流经一座汉白玉小桥，隐入山石间。另一座方亭位于此亭的南侧，形制与此亭相同。[1]
- 水池：位于花园中央。[1]

花园部分原来是一个院落。文革后邓力群回到该院的北房（即花园的主厅）居住，将文革中入住北房的两户人家向南迁。1980年代，为保护邓力群的安全，将花园中部的鹅卵石小路处改砌为东西向的高墙，将花园分成南北两部分，墙上开一小门，供邓力群来南边的花园散步时用。这样就形成了南北两个院落，其中南院成为红岩胡同甲19号。北院的北房（即花园的主厅）进行了很大改造，并朝东新开了一个门。
南院的北墙边是文革之后砌成的平房，位于花园中部西侧的那座攒尖顶方亭被嵌进一座平房内。溪流早已干涸。亭东盖起的平房，就是文革后从北房迁来的人家所建。位于此亭南侧的另一座方亭，变成居民的杂物亭。从亭子之间到后面加盖的红砖房，原是游廊的旧址。
南院的中心为一个水泥砌成的圆形水池。周沙尘编著的《古今北京》一书收有其老照片，可见圆形水池原由大块瓷砖铺饰。此处原先种荷花。后来将圆形水池西南的汉白玉小桥拆除，圆形水池被砌上水泥，上面搭建铁皮圆顶，其内摆放一张简易乒乓球桌。
花园东南假山上的游廊的客厅被改成居民住宅。花园正南的卷棚小亭原先在一块被居民称作“剑石”的假山石旁，1976年唐山大地震后，卷棚小亭连同西侧游廊一起被拆除，卷棚小亭的“树德务滋”匾额在拆迁中遗失。

### 住宅部分
红岩胡同17号、19号分属交通部、中宣部之后，红岩胡同17号西侧的19号开有大门，进院后是一排房子，里面为一个小四合院。小四合院东侧开有一门，可进入如今红岩胡同17号北侧的一个四合院（现为新鲜胡同18号），再从该院向东，就来到邓力群住过的院子（现为红岩胡同甲19号）。红岩胡同17号属交通部，其他均属中宣部。
新鲜胡同18号原先是红岩胡同17号的一部分，在红岩胡同17号、19号分属交通部、中宣部之后，新鲜胡同18号这个院落被划归中宣部，所以和红岩胡同17号分开。红岩胡同17号、新鲜胡同18号都是原先的住宅部分。